# 김포한강7로
김포한강7로(Gimpohangang 7-ro)는 경기도 김포시 구래동 구래3거리에서 김포시 구래동 오라니마을4거리를 잇는 도로다.

## 주요 경유지
경기도
- 김포시 (구래동)

## 노선
| 이름             | 접속 노선   | 소재지 | 소재지 | 비고 |
| ---------------- | ----------- | ------ | ------ | ---- |
| 구래삼거리       | 김포한강3로 | 김포시 | 구래동 |      |
| 구래역사거리     | 김포한강8로 | 김포시 | 구래동 |      |
| 한가람사거리     | 김포한강4로 | 김포시 | 구래동 |      |
| 오라니마을사거리 | 김포한강5로 | 김포시 | 구래동 |      |
| 양곡2로와 직결   |             |        |        |      |

## 주요 건물 및 시설
- 이마트 김포한강점 (김포한강7로 71/구래동 6880-9)
- 스타벅스 김포이마트점 (김포한강7로 71/구래동 6880-9)
- 구래역 (김포한강7로 87/구래동 6880-8)
- KFC 김포한강점 (김포한강7로 93/구래동 6880-7)
- 투썸플레이스 금포구래역점 (김포한강7로 93/구래동 6880-7)
- 우리은행 김포구래지점 (김포한강7로 507/구래동 6880-2)